# Manuela Weichelt-Picard
Pour les articles homonymes, voir Weichelt et Picard.
Manuela Weichelt-Picard, née le 21 juillet 1967 à Romanshorn (TG ; originaire de Zillis-Reischen), est une personnalité politique suisse, membre de l'Alternative verte zougoise.
Elle siège au Conseil d'État du canton de Zoug de 2007 à 2018, puis au Conseil national depuis décembre 2019.

## Biographie
Manuela Weichelt-Picard grandit dans le canton de Thurgovie et à Neunkirch (SH)[réf. nécessaire].
En 1989, elle obtient après une formation de quatre ans un diplôme d'infirmière en soins intégrés, puis suit une formation de travailleuse sociale diplômée de 1991 à 1994 à l’Université des sciences appliquées de Zurich. Elle décroche encore en 2002 après cinq ans d'études un master en santé publique des universités de Bâle, Berne et Zurich,,.
Entre 1995 et 1998, elle dirige la prescription contrôlée d'héroïne dans le canton de Zoug dans le cadre d'un projet de l'Office fédéral de la santé publique. Entre 2000 et 2005, elle est chef de projet au département de la santé du canton des Grisons, puis membre de l'équipe dirigeante de l'antenne zurichoise de la Croix-Rouge suisse de 2005 à 2006,.
Manuela Weichelt-Picard est mariée et mère de deux enfants. Elle vit à Zoug.

## Parcours politique
De 1994 à 2002, elle représente le parti de Steinhausen Frische Brise au Grand conseil zougois, où elle est membre de la Commission hospitalière[réf. nécessaire]. Entre 1996 et 2002, elle est à la tête du groupe de l'Alternative verte zougoise, formation qu'elle préside entre 2005 et 2007[réf. nécessaire].
En janvier 2007, Manuela Weichelt-Picard est la première femme à entrer au gouvernement cantonal zougois. Responsable de la Direction de l'intérieur, elle est réélue à deux reprises. Fin 2016, le parlement zougois l'élit à la présidence du gouvernement cantonal (Landammann) pour deux ans. Elle décide de ne pas se représenter au gouvernement zougois en 2018 et de faire une pause dans sa carrière politique.
Le 14 mars 2019, elle annonce sa candidature au Conseil national. Élue en octobre, elle récupère le siège perdu en 2011 par Josef Lang au profit du Parti libéral-radical et occupé jusque là par Bruno Pezzatti. Première femme à représenter le canton de Zoug à l'Assemblée fédérale, elle siège au sein de la Commission de gestion (CdG) et de la Commission de la sécurité sociale et de la santé publique (CSSS).